# Tres de Mayo (Cuautla)
Tres de Mayo es una localidad del estado mexicano de Morelos. Es parte del municipio de Cuautla.

## Toponimia
El nombre de la localidad refiere al sitio de Cuautla, combate de la Independencia de México, concluido el 3 de mayo de 1812.

## Demografía
| Gráfica de evolución demográfica |
|                                  |

| Censo | Población |
| ----- | --------- |
| 1990  | 229       |
| 2000  | 459       |
| 2010  | 804       |
| 2020  | 1078      |